# 10164 Akusekijima
10164 Akusekijima este un asteroid din centura principală de asteroizi.

## Descriere
10164 Akusekijima este un asteroid din centura principală de asteroizi. A fost descoperit pe 27 ianuarie 1995 la Ōizumi de Takao Kobayashi. Asteroidul prezintă o orbită caracterizată de o semiaxă mare de 2,60 ua, o excentricitate de 0,16 și o înclinație de 14,6° în raport cu ecliptica.